# Crataegus castlegarensis
Crataegus castlegarensis — вид квіткових рослин із родини трояндових (Rosaceae).

## Біоморфологічна характеристика
Це кущ 2.5–5 метрів заввишки. Стебла прямі, гілки розлогі. 1-річні гілочки коричневі; колючки на гілочках (звичайно розгалужені) прямі або злегка загнуті, темно-коричневі з чорнуватим кінчиком молодими, 2–3 см. Листки: ніжки листків 0.7–1.5 см, запушені, не залозисті; листові пластини від зворотно-ланцетних до яйцювато-ромбічних, 3.5–6 см, частки по 3 або 4 на кожній стороні, верхівки часток зазвичай гострі, краї пилчасті, абаксіальна поверхня рідко-волосиста або гола, за винятком жилок, адаксіальна притиснуто-запушена молодою, потім ±гола крім середньої жилки. Суцвіття 12–20-квіткові. Квітки 12 мм у діаметрі; гіпантій запушений або голий, чашолистки трикутні, 3 мм; тичинок 10, пиляки рожеві. Яблука малинові (середина серпня), переходять у червонувато-сливові або, зрештою, чорнувато-пурпурні, круглі, ± сплюснуті, 10 мм у діаметрі, рідко-ворсисті. 2n = 68. Період цвітіння: травень і червень; період плодоношення: вересень і жовтень.

## Середовище проживання
Зростає у західних частинах США (Каліфорнія, Айдахо, Монтана, Орегон, Юта, Вашингтон, Вайомінг) й Канади (Альберта, Британська Колумбія, Саскачеван).
Населяє мезичні хмизняки; на висотах 300–1200 метрів.